# Mirejo
Mirejo (Mirèio w zapisie Mistrala, Mirèlha w zapisie klasycznym, Mireille w przekładzie na francuski) – poemat epicki w 12 pieśniach napisany w roku 1859 przez Frédérica Mistrala w dialekcie prowansalskim języka oksytańskiego.

## Publikacja
Pracę nad Mirejo Mistral zakończył w roku 1858 i od razu przystąpił do tłumaczenia swojego dzieła na francuski. Wyimki z tekstu przeczytał Adolphe’owi Dumas, który niezwłocznie podzielił się swoim zachwytem z czytelnikami „La Gazette de France”, a ponadto przedstawił młodego twórcę prekursorowi francuskiego romantyzmu, Alphonse’owi de Lamartine. Ten z kolei w Quarantième entretien (Pogadanka czterdziesta) zawartej w Cours familier de la littérature (Popularny kurs literatury) ogłosił narodziny wielkiego talentu, przyrównując dzieło Mistrala do Odysei Homera oraz Dafnisa i Chloe Longosa. Entuzjastyczne opinie wygłosili również Stéphane Mallarmé i Barbey d’Aurevilly. Pierwsze wydanie Mirejo ukazało się 21 lutego 1859 roku w Awinionie, drugie z dedykacją dla Lamartine’a już rok później. Ostateczną formę nadał Mistral swojemu dziełu w edycji Alphonse’a Lemerre'a z roku 1886 i ta właśnie wersja tekstu jest podstawą wydań krytycznych. Pierwotnie poemat miał się nazywać od zawodu bohatera  Panieraire (Koszykarczyk), lecz już na wczesnym etapie pracy pojawił się ostateczny tytuł, czyli imię Mirejo. W rzeczywistości słowo „mirèio” było w Prowansji rzeczownikiem pospolitym i znaczyło „cud”; imieniem  stało się dopiero pod wpływem ogromnej popularności dzieła Mistrala.

## Struktura i forma wierszowa
Struktura poematu wyraźnie nawiązywała do klasyki rzymskiej. Utwór, podobnie jak Eneida, składa się z dwunastu pieśni, z których pięć pierwszych przywodzi na myśl Prace i dni Hezjoda oraz Georgiki Wergiliusza. Sielankowy nastrój początkowych części umożliwił poecie ukazanie realiów prowansalskiej wsi i codzienne życie żeńców, ratajów, jedwabniczek, wolarzy i pokłośnic, które już w czasach Mistrala stopniowo odchodziło w przeszłość. Mimo daleko posuniętej idealizacji poeta, przedstawiając dzieje nieszczęśliwej miłości ubogiego rękodzielnika i córki bogatego gospodarza, wyraźnie zaznaczył kwestie nierówności społecznych w środowisku wiejskim. Wraz z rozwojem akcji rodzajowość traciła na znaczeniu, a pojawiły się elementy fantastyki i grozy, których kulminacja – znów jak w Eneidzie – nastąpiła w pieśni szóstej o wyraźnym zabarwieniu pogańskim. Atak topielców na podstępnego zalotnika to zapowiedź wędrówki po świecie skrzatów, upiorów i strzyg, który ukazuje zakochanej parze miejscowa czarownica. Także mocno zaakcentowany w pieśni dziewiątej motyw wróżb odsyłał czytelnika bezpośrednio do kultury rzymskiej.  
Równie istotna była w Mirejo sfera mistyczna wyrastająca bezpośrednio z tradycji katolickich, często o zabarwieniu niemal franciszkańskim. Jej najistotniejsze elementy to podkreślony w pieśni jedenastej szacunek dla relikwii, miejsc pielgrzymkowych oraz kult świętych, w tym wypadku trzech Marii: Marii Magdaleny, Marii Salome i Marii Kleofasowej. Zgodnie z apokryficzną przypowieścią przybiły one łodzią do ziemi prowansalskiej, a towarzyszyli im: Trofim, w przyszłości pierwszy biskup Arles, Łazarz, brat Marii Magdaleny, oraz jej siostra, Marta, która zdołała uwolnić Tarascon od smoka. To przemieszanie pierwiastków chrześcijańskich i pogańskich sprawiło, że cały utwór przenikała typowa dla eposu atmosfera ludowej religijności.
Poemat napisany został strofą siedmiowierszową, złożoną z pięciu ośmiozgłoskowców o rymach żeńskich i dwu dwunastozgłoskowców o rymach męskich. Strofę ułożono według schematu 8, 8, 12, 8, 8, 8, 12, przy czym pierwszy wers rymuje się z drugim, trzeci z siódmym, a czwarty, piąty i szósty ze sobą. To połączenie ośmiozgłoskowca z aleksandrynem dało w rezultacie dynamiczną formę wierszową, którą Mistral doprowadził do perfekcji. Niekiedy poeta uciekał się do przerzutni międzystroficznych, żeby oddać rytm gwałtownej rozmowy albo szybkość wydarzeń. W obrębie poematu trzykrotnie wykorzystano odmienne schematy wersowe. W pieśni o admirale Suffrenie (Lou Baile Suffren), mającej charakter narracyjny, Mistral zastosował strofę sześciowierszową, używając  dziewięciozgłoskowca typowego dla dawnej epopei. Zrymował przy tym pierwszy wiersz z czwartym i szóstym, a drugi z trzecim i piątym. Ośmiowersowa strofa w żartobliwej pieśni o Magali składa się z sześciu ośmiozgłoskowców i dwu czterozgłoskowców (8, 8, 8, 8, 8, 4, 8, 4) o czterech rymach męskich i czterech żeńskich w układzie abab abcc. Pieśń inwokacyjna do trzech Marii (O Santi Mario) składa się zaś ze strof pięciowierszowych zbudowanych z pięciozgłoskowców w układzie rymów abbab.

## PopularnośćMirejo
Pierwszego przekładu na francuski dokonał sam Mistral. To nierymowane tłumaczenie budzi dziś zastrzeżenia jako zbyt dosłowne, a miejscami nawet niezrozumiałe dla czytelnika, który nie zna prowansalskiego. Z konieczności niektóre wyrażenia związane z materialną kulturą wsi poeta musiał pozostawić w ojczystym dialekcie. Zabrakło również wielu zwrotów idiomatycznych, więc wersja ta, choć oddająca wiernie treść utworu, była dość uboga pod względem eufonii i obrazowania. Wkrótce ukazały się przekłady na kataloński (1864) i angielski (1867), oba autoryzowane przez Mistrala. Za nimi poszły wersje niemiecka, włoska i portugalska, co sprawiło, że Mirejo bardzo szybko zdobyła sobie w Europie dużą popularność. Obecnie przekładów na rozmaite języki jest już ponad 50. W roku 1864 na podstawie poematu Michel Carré napisał libretto operowe, do którego Charles Gounod podczas pobytu w Prowansji skomponował muzykę. Ale sceniczna Mireille poniosła na premierze klęskę i później, mimo wielokrotnych przeróbek, nigdy nie stała się operą powszechnie znaną. Poemat został dwukrotnie przeniesiony na ekran: w roku 1906 przez Louis Feuillade'a i Alice Guy-Blaché oraz w roku 1933 przez René Gaveau. Ku czci Mirejo jej imieniem nazwano odkrytą w 1906 roku asteroidę 594.

## Streszczenie
W prowansalskiej krainie Baux zakochali się w sobie Mirejo, córka bogatego gospodarza, i Wincenty, ubogi wyplatacz koszyków. Dziewczyna, wierna swojemu uczuciu, odrzuca kolejnych konkurentów: bogatego pasterza Alariego, hodowcę koni Verana i właściciela stad byków Uriasza. Ostatni pretendent zdradziecko zadaje Wincentemu cios włócznią, lecz chłopca ratują czary guślarki Taven. Rodzice Mirejo nie godzą się jednak na ślub ich córki z koszykarczykiem, oburzeni samą myślą o takim mezaliansie. Zrozpaczona Mirejo ucieka z domu i nie bacząc na ostre słońce przebiega równinę Camargue, żeby prosić o wstawiennictwo trzy święte Marie w sanktuarium Saintes-Maries-de-la-Mer. Wycieńczona upałem, umiera na skutek porażenia słonecznego. W przedśmiertnej wizji widzi święte, które obiecują jej szczęście na tamtym świecie.